# Tumbet

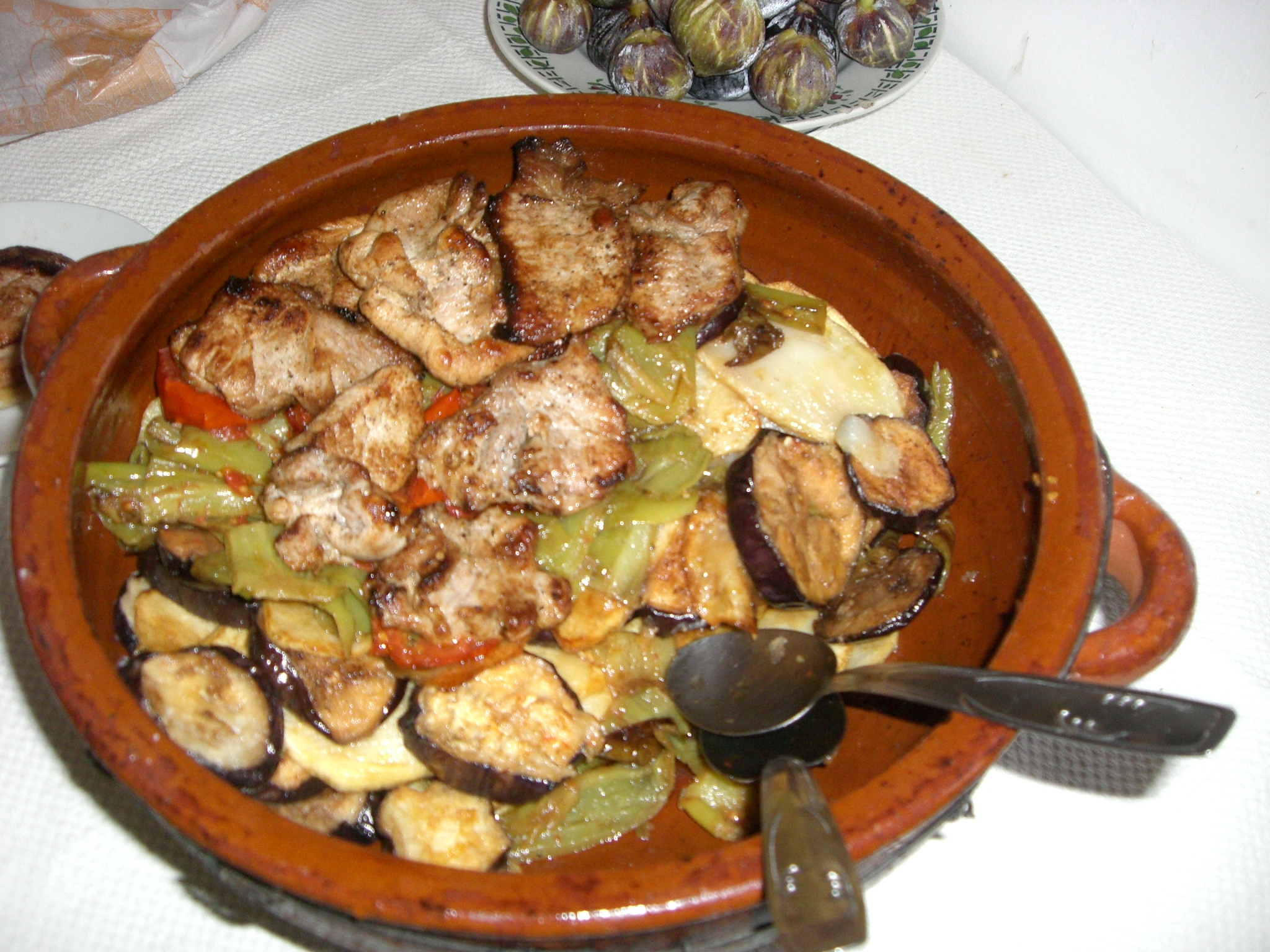
Terrine de tumbet.

Le tumbet, ou tombet, est un mets typique de la cuisine majorquine qui ressemble à la samfaina, version catalane de la ratatouille. Sa popularité s'est étendue dans la province de Castellón où il peut se rencontrer dans diverses communes.

## Caractéristiques
Ce plat est constitué de couches successives de pommes de terre, d'aubergines et de poivrons rouges, tranchés en fines lamelles et préalablement frits à l'huile d'olive. Le tout est ensuite assaisonné de sauce tomate, d'ail et de persil et cuit au four.
Le tumbet peut se manger seul et constitue un bon plat végétarien ; cependant, dans la cuisine locale majorquine, il est fréquemment servi en accompagnement de viande (échine de porc) ou de poissons, tels le poisson limon ou la lamproie, selon la période de l'année. Il est important de ne peler ni les aubergines, ni les poivrons avant de les couper en lamelles.
Comme le tumbet est la version majorquine de la samfaina catalane ou de la ratatouille occitane, certains cuisiniers influencés par ces recettes ajoutent des courgettes, mais cette dernière est absente de la recette traditionnelle.

## Versions
Selon la tradition locale à Les Useres (province de Castellón), il est d'usage que la viande du tombet soit du chevreau et non de l'agneau, et la coutume est de commander le plat à la boucherie pour l'emporter chez soi, bien qu'il y a quelques années, il se consommait dans la boutique même où il avait été préparé.